# Mary Low
Mary Low, née Mary Stanley Low à Londres le 14 mai 1912 et morte le 9 janvier 2007 à Miami, est une poétesse et écrivaine anglo-australienne et militante révolutionnaire.

## Biographie
Durant l'enfance de Mary Low, sa famille qui est australienne, change souvent de pays en Europe : Angleterre, Suisse, France.
En 1933, Mary Low est à Paris et rencontre le poète cubain militant trotskiste Juan Breá avec qui elle se marie. Tous les deux intègrent le mouvement surréaliste et se lient d'amitié avec le peintre Óscar Domínguez et le poète Benjamin Péret. En 1934, ils se rendent à Bucarest et militent, avec Victor Brauner, pour le parti communiste roumain. La même année, ils sont en Grèce en 1934 pendant la tentative de coup d'Elefthérios Venizélos. Puis, ils rencontrent les surréalistes belges à Bruxelles. Le poète et écrivain E. L. T. Mesens devient un ami proche. 
En 1936, peu après le début de la guerre d'Espagne, Mary Low et Juan Breá s'engagent dans le  Parti ouvrier d'unification marxiste (POUM) comme Benjamin Péret et la plupart des trotskistes. Mary Low et Juan Breá en tirent un récit intitulé « Red spanish notebook » publié à Londres en 1937 et salué par George Orwell. 

« Les prostituées s'occupèrent finalement elles-mêmes de leurs propres intérêts et surent faire valoir leurs droits. Un jour, elles comprirent qu'elles aussi pouvaient trouver leur place dans la révolution. Alors elles flanquèrent à la porte les propriétaires des maisons où elles travaillaient et occupèrent les "lieux de travail". Elles se proclamèrent les égales de tous. Après beaucoup de débats houleux, elles créèrent un syndicat qui fut affilié à la CNT. Tous les bénéfices étaient partagés de façon égale. Sur la porte de chaque bordel, un écriteau remplaça le Sacré Cœur de Jésus. Il disait : VOUS ÊTES PRIÉ DE TRAITER LES FEMMES COMME DES CAMARADES. Sur ordre du Comité. »

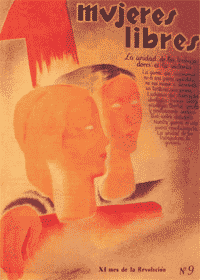
Une publication des Mujeres Libres en 1938 à Barcelone.

Après leur retour à Paris ils effectuent un dernier voyage à Prague où ils séjournent de janvier à août 1939 et fréquentent le groupe surréaliste autour de Toyen et Jindrich Heisler. Ils éditeront un recueil à deux voix: La Saison des flûtes, avant d'échapper in extremis aux nazis qui ont envahi la Tchécoslovaquie.
Quelques années après la mort de Juan Breá  son « compagnon en muscade aux caresses inquiétantes », survenue en 1941, Mary Low se remarie avec un journaliste cubain et militant trotskiste Armando Machado (en).

En 1974, Mary Low finit par s'installer à Miami aux États-Unis. Elle y enseigne le latin, devient une spécialiste de Jules César et dirige la revue "Classics chronicle" tout en contribuant à la revue des anarchistes cubains en exil Guángara liberteria.

## Œuvres
- Red spanish notebook, 1937, Secker & Warburg, Londres. Traduction française de Guy Flandre, préface de Gérard Roche, paru aux Éditions Verticales, Paris, 1997 sous le titre Carnets de la guerre d'Espagne.
- La Saison des flûtes, avec Juan Breá, Prague, 1939, Éditions surréalistes, Paris. Réédité en 1986 par Arabie-sur-Seine, Paris, avec une préface d'Edouard Jaguer et une couverture de Perahim.
- « Perchance to dream », poème à la mémoire de Juan Breá publié dans la revue View à New York en 1941, avec une lettre à André Breton
- La Verdad contemporanea, 1943, recueil d'essais théoriques marxistes de Mary Low, dont un chapitre traite des « causes économiques de l'humour » et un autre de « Femme et amour dans leur relation avec la propriété privée » et de Juan Breá sur le surréalisme, avec une préface de Benjamin Péret, publié à La Havane.
- Alquemia del Recuerdo, 1946, La Havane, recueil de poèmes. Réédité en 1986 par Editorial Playor à Madrid avec des illustrations de Wifredo Lam.
- English is easy, 1956, La Havane, manuel scolaire.
- Tres voces/Three voices/Trois voix, 1957, La Havane, recueil trilingue de poèmes, avec une couverture de Mijares.
- In Caesar's shadow, 1975, New York, roman.
- El Triunfo de la vida/Alive in spite of, 1981, Miami, recueil bilingue de poèmes.
- A voice in three mirrors, 1985, Black Swan Press, Chicago, poèmes et collages.
- Where the wolf sings, 1995, Black Swan Press, Chicago, poèmes et collages.
- Chanteloup, 1999, Montréal, poèmes et collages.
- The Caesar trail, recueil de récits publies dans le magazine "Classics chronicle" de Miami.
- Sans retour. Poèmes et collages, 2000, Syllepse, Paris, préface de Gilles Petitclerc, biographie de Gérard Roche.